# 2个女生
2个女生/兩个女生（Two Girls）是新加坡的雙人女子合唱组合，由廖永其（Justine Liow）、楊孝芬（Faith Yang）兩人組成，成立於1997年，2001年解散。其成名曲包括《啄木鳥》、《Ready To Fly》、《Faraway》、《兩人三角》等。

## 出道過程
廖永其、楊孝芬兩人出道前曾經擔任過話劇、舞台劇演員兼福音歌手，1989年參與基督教會合輯《心話》的灌錄，並參與校園巡迴演唱10場及兩場大型演唱會。1990年於新加坡國慶慶典「唱吧新加坡」當中演唱國慶主題曲。1992年參與話劇《飛天賦歌》於新加坡、馬來西亞兩地的演出。1994年3月參與話劇《滿江紅》於中國大陸、新加坡、馬來西亞三地的演出，同年8月參與舞台劇《Bugis Street》於新加坡、香港兩地的演出，并同时创作了一批脍炙人口的广告歌曲。因此受到台湾唱片公司的青睐，邀请她们为歌手写歌。楊孝芬於1994年開始為多位港、台、新、馬歌手創作歌曲，包括許美靜的《陌生人》、李國祥的《我不要再聽》、彭羚的《天使》、陳曉東的《與我高飛》、吉娜的《解脫》、辜靖潔的《擦身而過》等。
1997年2月，廖永其、楊孝芬兩人於香港參加亞洲音樂節，被新加坡海蝶音樂老闆許環良發掘，簽約海蝶音樂及科藝百代唱片，並組成「2个女生」。於同年8月推出首張專輯《2个女生同名專輯》，正式進軍樂壇，她們亦參與碟中部份歌曲的詞曲創作，主打歌包括《啄木鳥》、《Faraway》，以及重唱彭羚的國語舊作《天使》。
1998年8月，推出第二張國語專輯《Ready To Fly》，延續上一張專輯的風格，主打歌包括《Ready To Fly》、《她一定很愛你》、《打掃》、《不在乎》，並於1999年入圍第10屆台灣金曲獎的最佳演唱組合獎。
1999年12月，推出第三張國語專輯《兩人三角》，主打歌包括《兩人三角》、《遊戲》、《旋轉圈圈》、《你不懂我不同》。2000年8月推出首張精選輯《堅固友情》之後與海蝶音樂正式約滿，並於2001年宣佈解散。

## 現況
2001年，楊孝芬轉戰音樂幕後發展，同時亦為其他港、台、新、馬歌手創作歌曲，包括劉德華的《願意》、陳潔儀的《夜安》等。直至2009年宣佈改名為楊馥蔚，並以獨立製作方式推出首張個人創作大碟《簡單生活》再戰樂壇。而另一成員廖永其在團體解散後與圈外人結婚，並移民美國芝加哥定居。

## 音樂作品
- 1997年《2个女生同名專輯》
- 1998年《Ready To Fly》
- 1999年《兩人三角》
- 2000年《堅固友情精選輯》